# Systellonotus triguttatus
Systellonotus triguttatus ist eine Wanzenart aus der Familie der Weichwanzen (Miridae).

## Merkmale
Die Wanzen werden 3,3 bis 4,7 Millimeter lang. Sie haben ein charakteristisches, ameisenähnliches Erscheinungsbild. Ihre Facettenaugen liegen entfernt vom Pronotum, wodurch sie von den ähnlichen Arten der Gattung Hallodapus unterschieden werden können. Die Männchen haben voll entwickelte (makroptere) Flügel und tragen auf den braun gefärbten Hemielytren zwei auffällige blasse Binden. Die Weibchen haben verkürzte (mikroptere) Flügel und haben starke Ähnlichkeit mit Ameisen.

## Vorkommen und Lebensraum
Die Art ist in Europa ohne den Süden und östlich bis nach Westsibirien und in die Kaukasusregion verbreitet. In Deutschland und Österreich tritt die Art überall auf und ist stellenweise häufig. Sie ist nur im Nordwesten selten. Besiedelt werden verschiedene trockene, offene Lebensräume, von xerothermen Sand- und Kalkböden über Calluna-Heiden, Magerrasen oder Ruderalflächen bis hin zu trockenen Bereichen in Mooren.

## Lebensweise
Systellonotus triguttatus ernährt sich zoophytophag. Häufig findet man sie in der Nähe von Wegameisen, in deren Nester die Weibchen eindringen und an den Entwicklungsstadien saugen. Daneben saugen die Wanzen auch an Blattläusen und Honigtau. Pflanzensaft wird unspezifisch von verschiedenen Pflanzen gesaugt. Die Männchen klettern gerne hoch auf die Pflanzen. Pro Jahr treten zwei Generationen auf. Die Nymphen der ersten kann man vor allem im Mai, die der zweiten von Juli bis August beobachten. Die Imagines treten im Juni und Juli bzw. im August und September auf. In günstigen Jahren gibt es auch im Norddeutschen Tiefland eine zweite Generation, in ungünstigen Jahren tritt auch im Süden nur eine Generation auf.

## Belege